# Blauwburgwal
Le Blauwburgwal (« Quai du pont bleu » en néerlandais) est un canal secondaire très court situé dans l'arrondissement Centrum de la ville d'Amsterdam aux Pays-Bas. Il relie le Herengracht (ai niveau de Herenstraat) au Singel (au niveau du Lijnbaanssteeg), et constitue le canal le plus court de l'hypercentre (binnenstad) de la ville.

## Histoire
Avant l'élargissement de la ville en 1612, le Blauwburgwal portait le nom de Lijnbaansgracht (étant situé dans le prolongement de Lijnbaanssteeg). Cependant, lorsqu'un nouveau canal baptisé  Lijnbaansgracht fut creusé lors de l'expansion de la ville, le nom fut changé en Blauwburgwal en référence au Blauwe Brug (« Pont bleu »), devenu Lijnbaansbrug et qui enjambe le Singel. Le 11 mai 1940, une partie du Blauwburgwal fut endommagée à la suite de bombardements allemands.